# Vše o mé matce
Vše o mé matce (španělsky Todo sobre mi madre) je španělský film od režiséra Pedra Almodóvara. Byl oceněn na mnoha festivalech a v roce 2000 získal Oskara za nejlepší cizojazyčný film. Celkovou náladu filmu podtrhuje hudba od Alberta Iglesiase.

## Děj
Hlavním motivem filmu je hledání ztraceného otce. Mladý Esteban (Eloy Azorín) se chce stát spisovatelem a tak si pečlivě vede deník. V něm je zachyceno jeho největší přání – poznat svého otce, se kterým se nikdy nesetkal.
V den svých sedmnáctých narozenin však umírá pod koly automobilu a pravdu se už nedozví. Jeho matka Manuela (Cecilia Roth) se se synovou smrtí nedokáže vyrovnat, a tak odjíždí do Barcelony, kde pátrá po Estebanově otci – tím je trans žena Lola (Toni Cantó). Aby se k Lole dostala blíž, seznámí se s řádovou sestrou Rosou (Penélope Cruz). Rosa se stará o narkomany a prostitutky, což vzbuzuje odpor a odsouzení ze strany její matky. Později Manuela navštíví Humu Rojo, která nepřímo zavinila Estebanovu smrt (pozn.: Ten zahynul pod koly automobilu, když se snažil získal autogram této herečky). Huma Rojo nabídne Manuele místo asistentky. Všechny osudy spojuje jediná osoba – Lola. A jak tomu bývá u Almodóvara zvykem, vše končí paradoxně: Manuela pečuje o těhotnou a HIV pozitivní Rosu a otcem dítěte, které nakonec skončí v péči Manuely, je opět Lola, která také umírá na AIDS.
Vše o mé matce je spletitý příběh o hledání vlastní identity a znovuotvírání starých ran. Pro Almodóvara je typické, že zkoumá ženskou mentalitu ze všech možných úhlů a v mnoha někdy až nepochopitelných situacích. Almodóvarovy transsexuální postavy umožňují převrátit zaběhlá schémata, tento prvek se objevuje také ve filmu Špatná výchova.

## Obsazení
| Cecilia Roth          | Manuela     |
| Marisa Paredes        | Huma Rojo   |
| Candela Peña          | Nina        |
| Antonia San Juan      | Agrado      |
| Penélope Cruzová      | sestra Rosa |
| Rosa Maria Sardà      | matka Rosy  |
| Fernando Fernán Gómez | otec Rosy   |
| Fernando Guillén      | doktor      |
| Toni Cantó            | Lola        |
| Carlos Lozano         | Mario       |
| Eloy Azorín           | Esteban     |